# Политкина, Александра Ивановна
Александра Ивановна Политкина (7 мая 1922, Лохвица, Полтавская губерния, Украинская ССР — 6 ноября 1994, Рудный, Костанайская область, Казахстан) — машинист электровоза Соколовско-Сарбайского горно-обогатительного комбината Кустанайского совнархоза, Кустанайская область, Казахская ССР. Герой Социалистического Труда (1960).

## Биография
Родилась в 1922 году в Лохвице Полтавской губернии. В довоенное время переехала к старшему брату в Казахстан, где трудилась на Коунрадском медном руднике в Балхаше. После начала Великой Отечественной войны стала работать помощницей машиниста электровоза.
В 1958 году вместе с мужем переехала в город Рудный. Некоторое время работала в Управлении Сколовско-Сарбайского горно-обогатительного комбината, затем трудилась машинистом электровоза. Член КПСС.
Указом Президиума Верховного Совета СССР от 7 марта 1960 года удостоена звания Героя Социалистического Труда в «ознаменование 50-летия Международного женского дня, за выдающиеся трудовые достижения в труде и особо плодотворную общественную деятельность» с вручением ордена Ленина и золотой медали «Серп и Молот» (№ 8326).
Избиралась депутатом Рудненского городского Совета депутатов трудящихся, делегатом XXIV съезда КПСС.
Проработала машинистом до выхода на пенсию. Проживала в городе Рудный. С 1977 года — персональный пенсионер союзного значения. Умерла в ноябре 1994 года. Похоронена на Старом городском кладбище в Рудном.